# Francesca Marciano

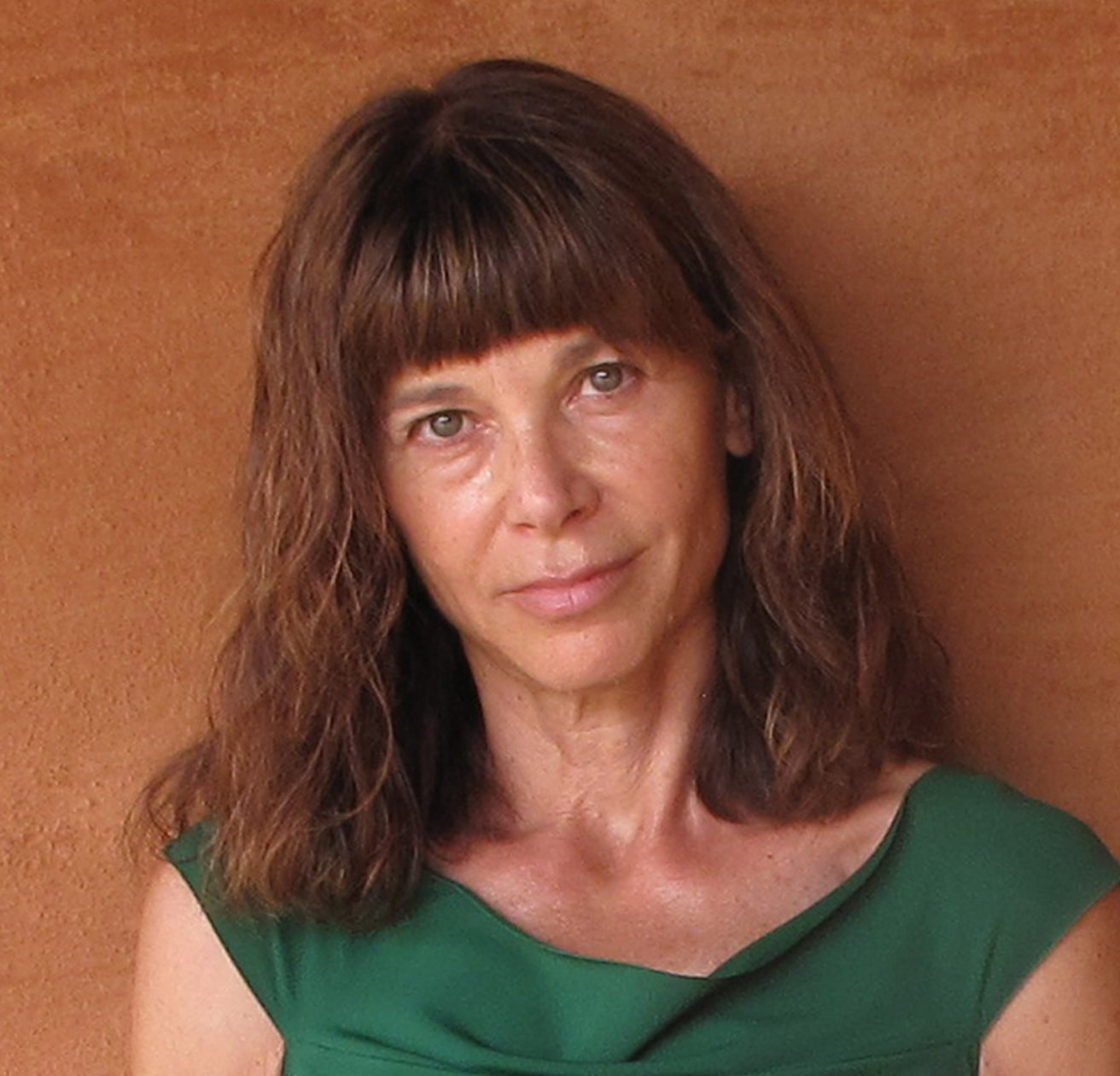
Francesca Marciano 2012

Francesca Marciano (* 17. Juli 1955 in Rom) ist eine italienische Schauspielerin, Drehbuchautorin, Autorin und Filmregisseurin.

## Leben
Marciano schloss in Moderner Literatur ab. Nachdem sie zwischen 1975 und 1978 bereits in einigen Filmen zu sehen war, besuchte sie Schauspielkurse bei Lee Strasberg; es folgten Aufträge als Regieassistentin bei Lionel Rogosin. In ihrem Heimatland war sie zunächst für Kultursendungen tätig, bevor sie 1983 mit Stefania Casini ihr Kinodebüt vorlegte, die in New York City spielende Komödie Lontano di dove. 1988 folgte ein Kurzfilmbeitrag für einen Episodenfilm, dann wandte sich Marciano dem Drehbuchschreiben zu und arbeitete mehrmals für Carlo Verdone.
1992 wurde Marciano mit dem David di Donatello für den Verdone-Film Maledetto il giorno che t'ho incontrato ausgezeichnet; 2010 erhielt sie das Silberne Band für Io, loro e Lara.
Sie veröffentlichte drei Romane.

## Filmografie (Auswahl)
- 1976: Das Haus der lachenden Fenster (La casa dalle finestre che ridono) (Darstellerin)
- 1976: Neun Leichen hat die Woche (Tutti defunti… tranne i morti) (Darstellerin)
- 1983: Lontano da dove (& Ko-Regie)
- 1996: Ich bin verrückt nach Iris Blond (Sono pazzo di Iris Blond)
- 2003: Ich habe keine Angst (Io non ho paura)
- 2005: La bestia nel cuore
- 2012: Ich und Du (Io e te)
- 2015: Für immer eins (Io e lei)
- 2018: Ein Wunder (Il Miracolo)
- 2018: Euforia (Drehbuch)
- 2023: Das Beste liegt noch vor uns (Il sol dell’avvenire)